# Astéro (film, 1959)
Pour les articles homonymes, voir Astéro.
Pour plus de détails, voir Fiche technique et Distribution.
Astéro (grec moderne : Αστέρω) est un film grec réalisé par Dínos Dimópoulos et sorti en 1959.
Il s'agit du remake du film du même titre réalisé en 1929 par Dimítrios Gaziádis, lui-même adaptation grecque du Ramona d'Edwin Carewe (1928). Il fut aussi conçu comme un support pour le couple de jeunes premiers alors à la mode : Aliki Vouyouklaki et Dimitris Papamichaïl.
Il fut présenté à la Berlinale.

## Synopsis
Dans les montagnes du Péloponnèse, l'éleveur Mytros a un fils Thymio et une fille adoptive Astéro. Les deux enfants s'aiment mais leur père refuse de les marier. Il préfère Stamos, un autre éleveur. Thymio dépérit lorsqu'il croit qu'Astéro l'a trahi. À la mort de Stamos, Thymio éconduit Astéro de dépit. Elle s'enfuit dans la montagne où elle perd la raison. Lorsqu'il comprend qu'il s'est trompé, Thymio part à sa recherche. C'est le son de la flûte dont il joue depuis qu'ils sont enfants qui fait revenir Astéro. Mystros autorise alors les deux enfants à se marier, pour les sauver.

## Fiche technique
- Titre : Astéro
- Titre original : grec moderne : Αστέρω
- Réalisation : Dínos Dimópoulos
- Scénario : Alékos Sakellários
- Production : Kléarchos Konitsiotis (el)
- Société de production : Finos Film
- Directeur de la photographie : Dinos Katsouridis
- Montage : Dinos Katsouridis
- Direction artistique : Markos Zervas
- Musique : Takis Morakis
- Pays d'origine : Grèce
- Genre : drame bucolique, film en fustanelle
- Format  : noir et blanc
- Durée : 80 minutes ou 95 minutes (les sources diffèrent)
- Date de sortie : 1959

## Distribution
- Aliki Vouyouklaki
- Dimitris Papamichaïl
- Titos Vandis
- Stefanos Stratigos (en)
- Georgia Vassiliadou
- Vassílis Avlonítis